# NGC 2623
NGC 2623 (również PGC 24288, UGC 4509 lub Arp 243) – zderzenie galaktyk spiralnych (Sb/P), znajdujących się w gwiazdozbiorze Raka w odległości około 250 milionów lat świetlnych od Ziemi. NGC 2623 odkrył Édouard Jean-Marie Stephan 19 stycznia 1885 roku. Obiekt ten ma około 50 000 lat świetlnych średnicy.
NGC 2623 tworzą dwie mocno splecione galaktyki niegdyś spiralne. Jądra obu galaktyk połączyły się, tworząc jedno aktywne jądro galaktyki. Powstawanie nowych gwiazd odbywa się właśnie wokół tego jądra, wzdłuż rozciągniętych ramion spiralnych, gdzie utworzyły się gromady jasnych, niebieskich gwiazd. Proces zderzenia obu galaktyk może trwać od setek milionów lat, w czasie których doszło do kilku zbliżeń obu galaktyk.
W NGC 2623 zaobserwowano supernową SN 1999gd.